# David Bloor
David Bloor (Derby, 1942) is een Brits socioloog, die zich vooral heeft toegelegd op de kennissociologie en wetenschapssociologie.

## Loopbaan
Bloor is verbonden aan de Universiteit van Edinburgh als voormalig directeur van de Science Studies Unit. Hij kreeg internationale bekendheid door het uitwerken van het 'sterke programma' (strong programme) binnen de kennissociologie, dat stelt dat kennis ook inhoudelijk sociologisch onderzocht kan worden. Hij werkt dit met name uit in Knowledge and Social Imagery (1976). In die zin wordt hij, samen met bijvoorbeeld Barry Barnes, ook wel geplaatst onder de 'Edinburgh School'. Hij is in zijn denken verder sterk geïnspireerd door het werk van Karl Mannheim en Ludwig Wittgenstein.

## Kennissociologie
Geïnspireerd door het werk van onder meer Thomas Kuhn en Barry Barnes stelt Bloor dat er in het onderzoek naar kennis vaak een asymmetrie wordt aangenomen tussen ware en onware kennis. Terwijl de waarheid en rationaliteit van ware kennis vaak als verklaring voor het verspreiden van deze ware overtuigingen kan dienen, wordt onware kennis vaak verklaard vanuit sociale, culturele of ideologische vertekeningen. Ware kennis is dus zijn eigen verklaringsgrond, terwijl onware kennis moet verklaard worden via een reeks verstoringsfactoren zoals machtsmisbruik of ideologische indoctrinatie.
Volgens Bloor is er echter geen reden voor deze a priori asymmetrische analyse en moeten zowel ware als onware overtuigingen op symmetrische wijze bestudeerd worden. Beide polen staan niet los van sociale of culturele invloeden, maar veronderstellen deze juist. De waarheid van een theorie kan niet direct uit logica of zintuiglijke ervaring verklaard worden omdat deze zelf ook een rol spelen in valse theorieën en tevens cultureel gekleurd zijn. Ware overtuigingen moeten dus ook verklaard kunnen worden door te kijken naar de bredere maatschappij waarin deze ware theorie tot stand kwam, zonder dat zo'n verklaring afdoet aan de waarheidswaarde van deze theorie. In die zin zit er wel een vorm van relativisme in het werk van Bloor. Bloor past dit in zijn werk ook met name toe op de wiskunde en logica. Hij probeert aan te tonen dat het accepteren van bepaalde wiskundige principes of logische wetten evengoed sociaal bepaald is en dus ook kan verschillen tussen culturen en tijdsperiodes.
De vernieuwingen in de kennissociologie ten gevolge van dit werk van Bloor, samen met andere auteurs zoals Barnes, heeft veel invloed gehad. Zo worden tegenwoordig de kennissociologie en wetenschapssociologie niet meer strikt gescheiden als disciplines, maar vormen samen de sociologie van de wetenschappelijke kennis (Sociology of Scientific Knowledge, SSK). Deze vernieuwing was ook cruciaal voor de opkomende discipline van het 'wetenschapsonderzoek' (Science and Technology Studies, STS). De Edingburg School is dan ook van grote invloed geweest om het werk van auteurs zoals Bruno Latour. Bloor zelf is echter een grote criticus van Latour en is het niet eens met diens radicalisering van zijn eigen project.

### Boeken
- Knowledge and Social Imagery (Routledge, 1976; 2nd edition Chicago University Press, 1991)
- Wittgenstein: A Social Theory of Knowledge (Macmillan and Columbia, 1983)
- Scientific Knowledge: A Sociological Analysis met Barry Barnes & John Henry (Athlone and Chicago University Press, 1996)
- Wittgenstein: Rules and Institutions (Routledge, 1997).
- The Enigma of the Aerofoil: Rival Theories in Aerodynamics, 1909-1930 (University of Chicago Press, 2011)

### Artikelen
- Wittgenstein and Mannheim on the Sociology of Mathematics, in Studies in the History and Philosophy of Science Part A 4(2) p. 173-191 (1973)
- The Strengths of the Strong Programme, in Philosophy of Social Science 11 (1981)
- Durkheim and Mauss Revisited: Classification and the Sociology of Knowledge, in Studies in the History and Philosophy of Science 13(4) p. 267-297 (1982)
- Relativism, Rationalism and the Sociology of Knowledge met Barry Barnes, in Martin Hollis & Steven Lukes (red.) Rationality and Relativism (Blackwell, 1982)
- Idealism and the Sociology of Knowledge, in Social Studies of Science 26(4) p. 839-856 (1996)
- Anti-Latour, in Studies in the History and Philosophy of Science 30(1) p. 81-112 (1999)
- Sociology of Scientific Knowledge, in I. Niiniluoto, et al. (red.) Handbook of Epistemology (Dordrecht: Kluwer), p. 919-962 (2004)
- Relativism and the Sociology of Knowledge, in Steven Hales (red.) A Companion to Relativism (2011)